# 狐溱
狐溱（？—？），姬姓，狐氏，名溱，是狐毛之子，晋国温大夫。
前635年，晋文公平定了王子带之乱，周襄王将温邑赐予晋国。晋文公任命狐溱为温大夫。